# 시장 설계
시장 설계는 메커니즘 디자인을 기반으로 하는 특정 속성의 시장을 생성하기 위한 실용적인 방법론이다. 어떤 시장에서는 원하는 결과를 유도하기 위해 가격이 사용될 수 있는데, 경매 이론이 이러한 시장에 대한 연구이다. 다른 시장에서는 가격이 사용되지 않을 수 있다. 매칭 이론은 이러한 시장에 대한 연구이다.

## 경매 이론
초창기의 경매 연구는 특별한 두 가지 경우에 집중되었다. 구매자가 항목의 실제 가치에 대한 사적인 신호를 갖는 공통 가치 경매와 가치가 동일하고 독립적으로 분배되는 사적 섹소폰가치 경매이다. 

## 매칭 이론
경제 이론에 따르면 특정 조건에서 모든 경제 주체의 자발적인 교환은 교환에 참여하는 사람들의 최대 복지로 이어질 것이다. 그러나 실제로는 상황이 다릅니다. 우리는 일반적으로 시장 실패에 직면하고, 물론 혼잡한 시장, 불쾌한 시장, 불안전한 시장과 같은 조건이나 제약에 직면하기도 한다. 여기서 시장 디자이너는 최적의 상황을 달성하기 위해 특정 규칙과 제약 조건을 가진 대화형 플랫폼을 만들려고 한다. 이러한 플랫폼은 사회에 최대의 효율성과 이익을 제공한다고 주장된다.
매칭은 시장의 양측, 재화나 서비스의 수요자와 그 공급자 사이에 적절한 관계를 구축하는 아이디어를 말한다. 이 이론은 경제적 상호작용에서 누가 무엇을 성취하는지 탐구다. 매칭에 대한 아이디어는 수학자들의 이론적 노력의 형태로 나타난다. 미시경제학과 게임이론의 가장 중요한 분야이다.